# Shinkansen-Baureihe E1
Die Shinkansen-Baureihe E1 (jap. 新幹線E1系電車, Shinkansen E1-kei densha) war ein japanischer Hochgeschwindigkeitszug, der zwischen 1994 und 2012 auf der Tōhoku-Shinkansen und Jōetsu-Shinkansen von JR East eingesetzt wurde. Mit der Baureihe E1 wurden erstmals Doppelstock-Shinkansen eingesetzt. Gemeinsam mit der nachfolgenden Shinkansen-Baureihe E4 sind diese auch unter dem Markennamen Max (Multi-Amenity-eXpress), was so viel wie „Express mit mehreren Annehmlichkeiten“ heißt, bekannt. Die Fahrzeuge wurden im September 2012 außer Betrieb genommen.

## Geschichte

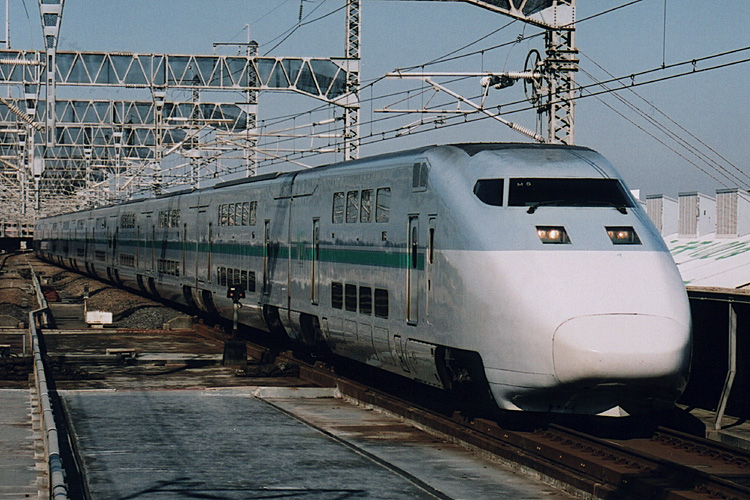
Baureihe E1 in Originallackierung

Auf Grund der besonderen Siedlungsstruktur im Großraum Tokio wurden die Tōhoku- und Jōetsu-Shinkansen von einer wachsenden Anzahl an Berufspendlern genutzt, um täglich morgens nach Tokio ein- und abends auszupendeln. Dies brachte die von JR East bis dato eingesetzten Fahrzeuge der Baureihe 200 an ihre Kapazitätsgrenzen, da auch die Taktdichte nicht ohne weiteres erhöht werden konnte (Mindestabstand, Anzahl verfügbarer Fahrzeuge). Daher wurde Anfang der 1990er-Jahre mit der Entwicklung der Baureihe E1 begonnen, zunächst unter der Bezeichnung Shinkansen-Baureihe 600.
Die Auslieferung der ersten Garnitur der Baureihe E1 erfolgte am 3. März 1994 an das Shinkansen-Betriebswerk Sendai. Insgesamt wurden sechs Züge produziert. Der kommerzielle Einsatz auf der Tōhoku-Shinkansen begann am 15. Juli 1994. Ursprünglich sollte die Baureihe E1 als „Double-Deck-Shinkansen“ (Doppelstock-Shinkansen) vermarktet werden und trugen dazu das „DDS-E1“-Logo. Kurz vor der Inbetriebnahme in den Liniendienst wurde die Marketing-Bezeichnung allerdings in „Max“ (Multi-Amenity-eXpress) gewechselt.
Im Dezember 1999 wurden alle sechs Garnituren in das Shinkansen-Betriebswerk Niigata überführt und fortan ausschließlich auf der Jōetsu-Shinkansen als Max-Tanigawa- und Max-Asahi-Verbindungen eingesetzt.
Zwischen Ende 2003 und Mitte 2004 wurden die Fahrzeuge einer Generalüberholung unterzogen und dabei wurde auch die Außenlackierung verändert: Anstelle der ursprünglichen weiß-türkisen Lackierung erhielten die Fahrzeuge eine weiß-marineblaue Lackierung mit einem pinken Zierstreifen. Auch das „Max“-Logo wurde neu gestaltet.
Die letzte fahrplanmäßige Fahrt eines Zuges der Baureihe E1 fand am 28. September 2012 statt. Alle Fahrzeuge wurden nach der Außerdienststellung verschrottet, mit Ausnahme des Steuerwagens E153-104. Dieser soll im Eisenbahnmuseum Saitama ausgestellt werden.

## Formation
| Wagen-Nr.     | 1        | 2        | 3        | 4        | 5    | 6    | 7    | 8        | 9    | 10   | 11   | 12   |
| ------------- | -------- | -------- | -------- | -------- | ---- | ---- | ---- | -------- | ---- | ---- | ---- | ---- |
| Kennzeichnung | T1c      | M1       | M2       | T1       | T2   | M1   | M2   | Tpk      | Tps  | M1s  | M2s  | T2c  |
| Nummerierung  | E153-100 | E155-100 | E156-100 | E158-100 | E159 | E155 | E156 | E158-200 | E148 | E145 | E146 | E154 |
| Sitzplätze    | 86       | 121      | 121      | 135      | 124  | 110  | 110  | 91       | 75   | 91   | 91   | 80   |
| Masse (in t)  | 56,2     | 59,2     | 61,2     | 53,7     | 53,6 | 59,2 | 61,7 | 55,2     | 54,6 | 59,2 | 62,0 | 56,5 |

Wagen 6 und 10 sind mit PS201-Stromabnehmern ausgestattet.

## Produktion
| Wagen-Nr. | Hersteller          | Lieferdatum       | Neulackierung      | Generalüberholung | Ausstattung mit DS-ATC | Ausmusterung     |
| --------- | ------------------- | ----------------- | ------------------ | ----------------- | ---------------------- | ---------------- |
| M1        | Kawasaki HI         | 3. März 1994      | 17. September 2004 | 10. Juli 2004     | 15. September 2005     | 2. April 2012    |
| M2        | Hitachi             | 23. März 1994     | 27. November 2004  | 4. Juni 2005      | 5. August 2005         | 14. April 2012   |
| M3        | Hitachi/Kawasaki HI | 6. Februar 1995   | 26. Dezember 2003  | 31. März 2004     | 2. November 2005       | 29. August 2012  |
| M4        | Hitachi             | 17. Oktober 1995  | 25. November 2003  | 2. Oktober 2003   | 2. Februar 2006        | 7. Dezember 2012 |
| M5        | Kawasaki HI         | 3. November 1995  | 11. März 2006      | 6. Juni 2006      | 11. März 2006          | 4. Oktober 2012  |
| M6        | Hitachi/Kawasaki HI | 22. November 1995 | 27. November 2005  | 23. Dezember 2005 | 27. November 2005      | 7. November 2012 |

(Quelle:)

## Ausstattung
Die Baureihe E1 war der erste gewinnbringende Shinkansen in einer 3+3-Sitzplatz-Konfiguration in der 2. Klasse. Das Oberdeck der Wagen 1-4 ist ebenfalls mit einer 3+3-Konfiguration ohne verstellbare Armlehnen ausgestattet. Die Unterdecks dieser Wagen sowie die Wagen 5-12 sind in einer 2. Klasse Bestuhlung 2+3 ausgestattet. In den Oberdecks der Wagen 9-11 findet die Green Class in einer Bestuhlung 2+2 Platz. Insgesamt verfügt der E1 über 1.235 Sitzplätze.

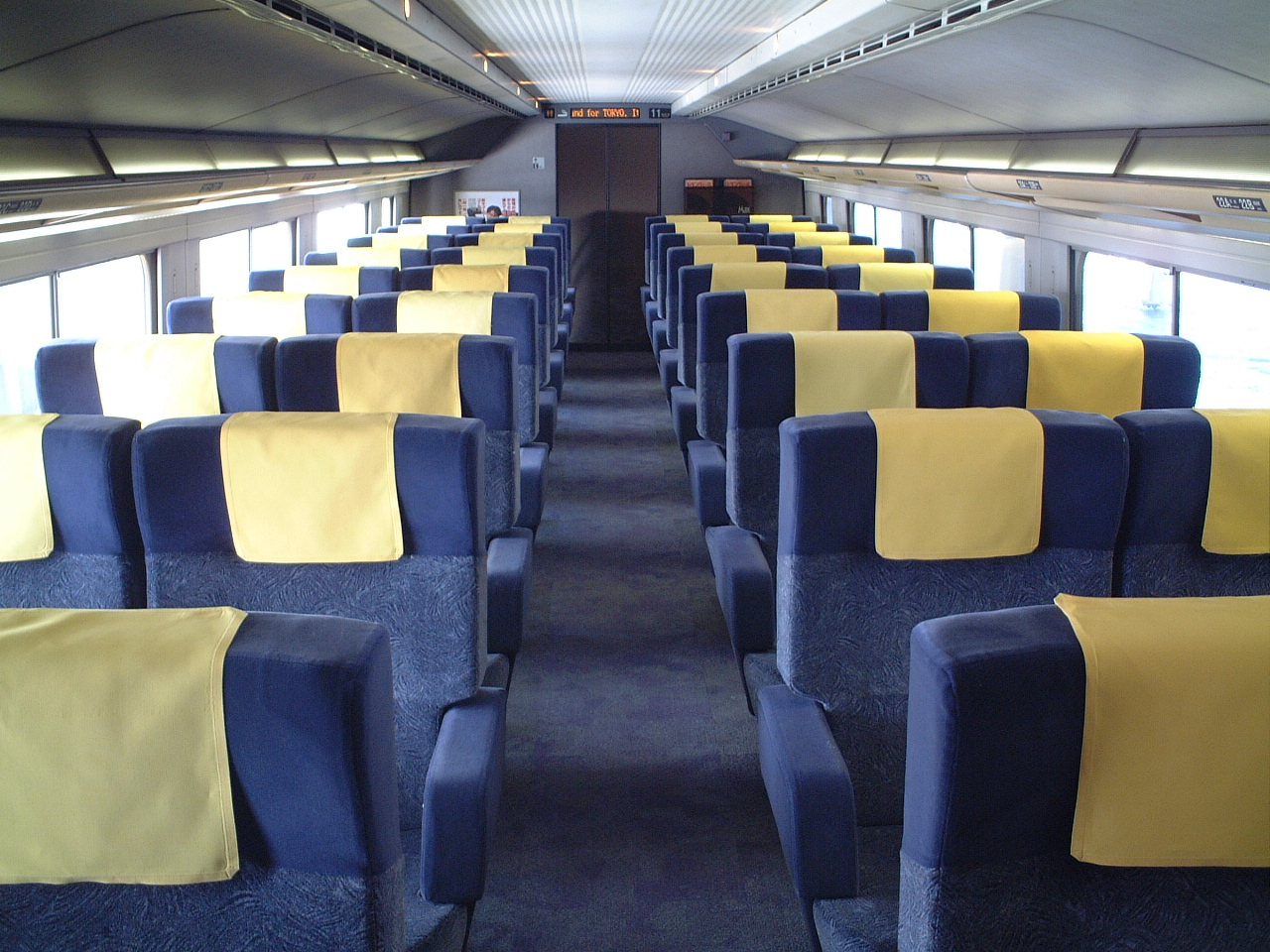
Green-Class-Oberdeck
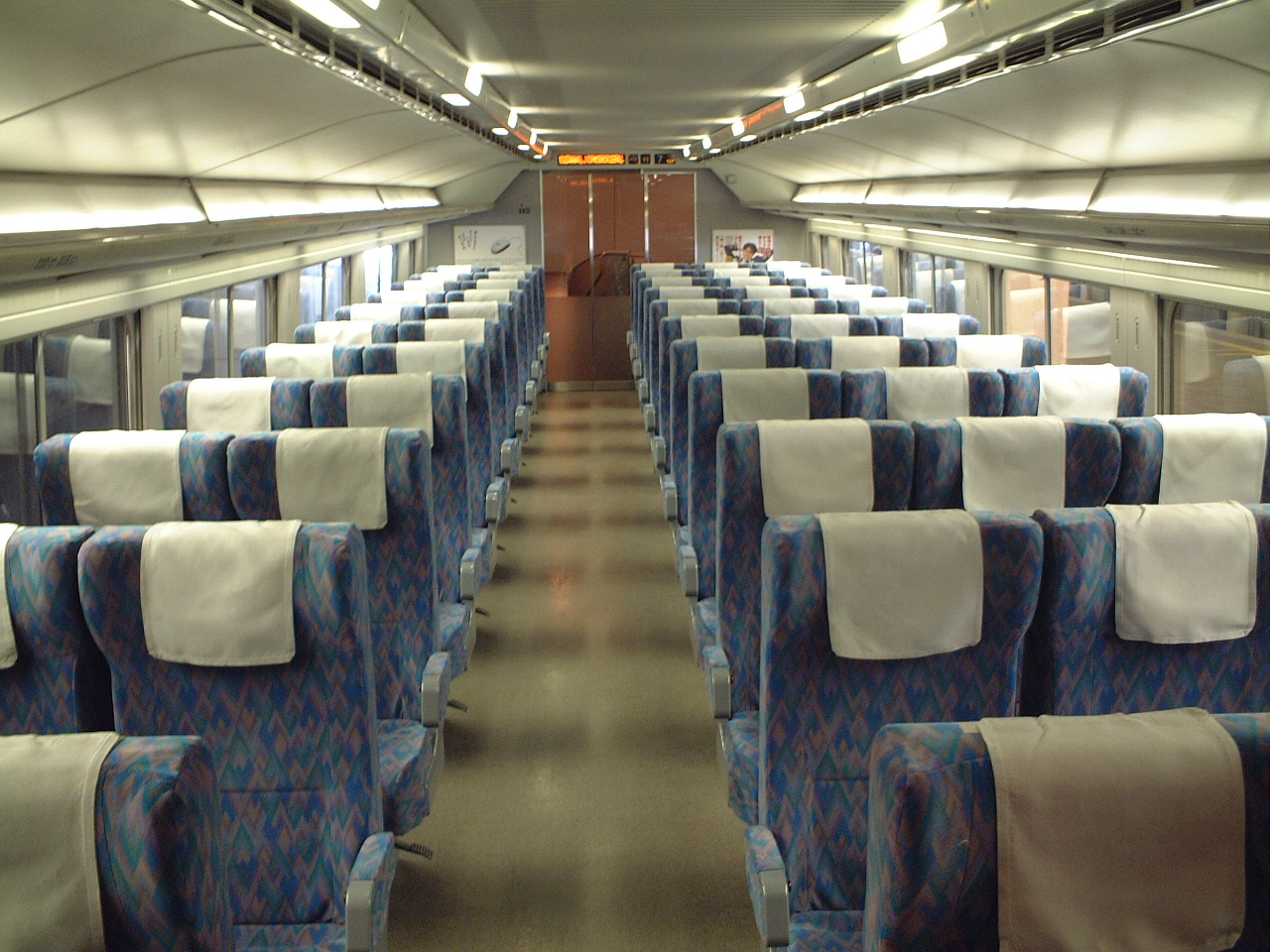
2.-Klasse-Oberdeck
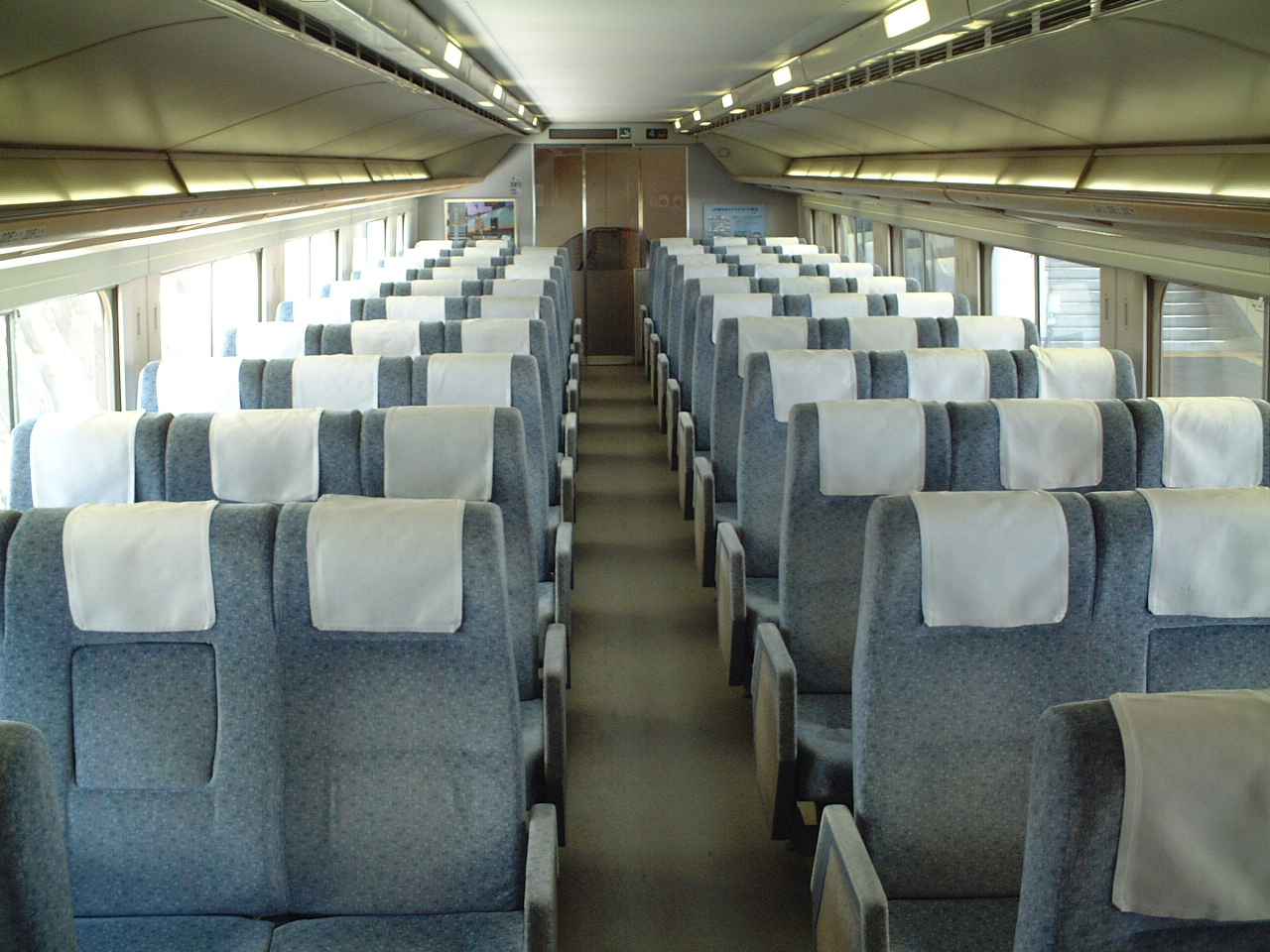
2.-Klasse-Oberdeck ohne Reservierung
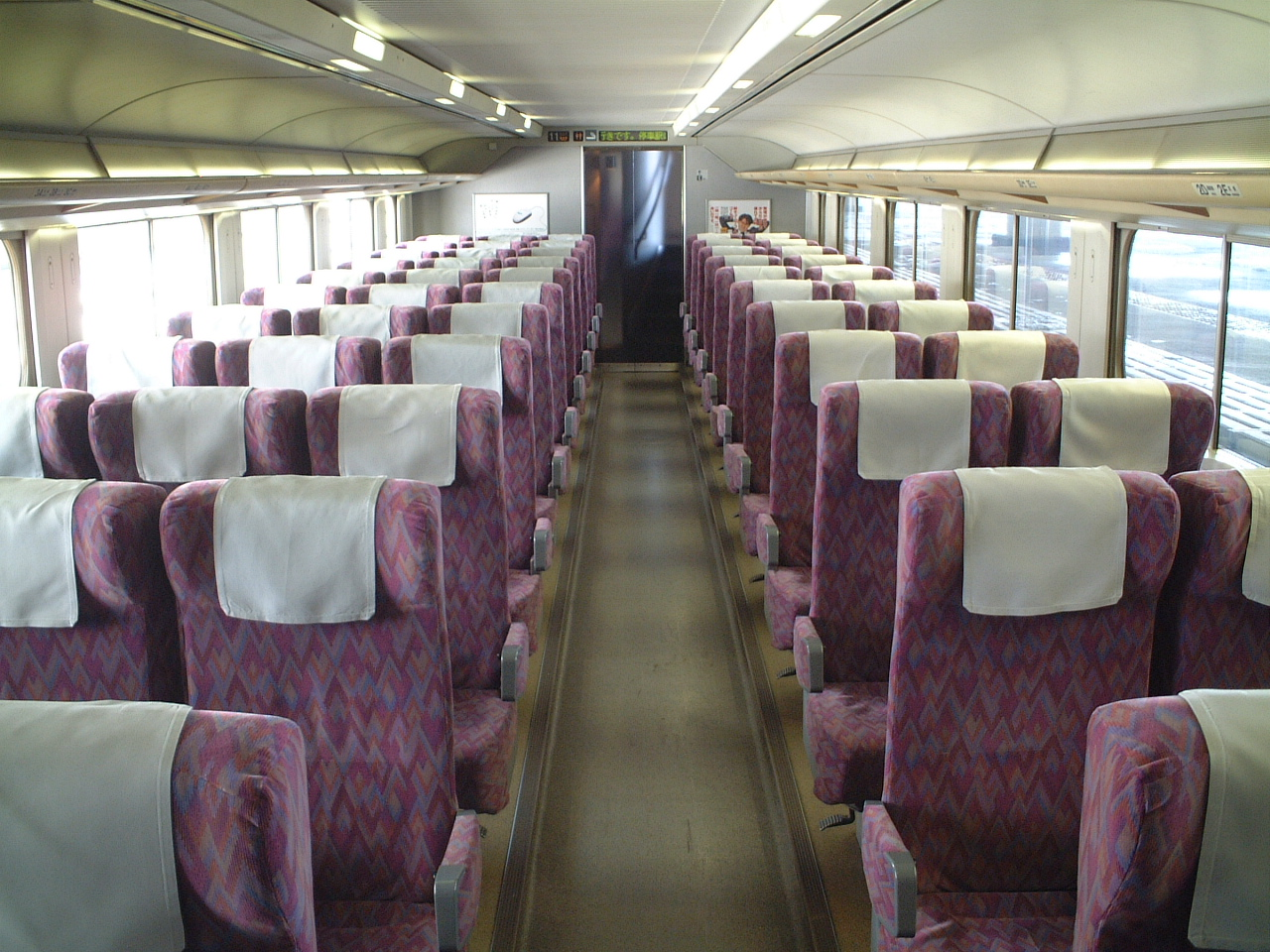
2.-Klasse-Unterdeck mit Reservierung
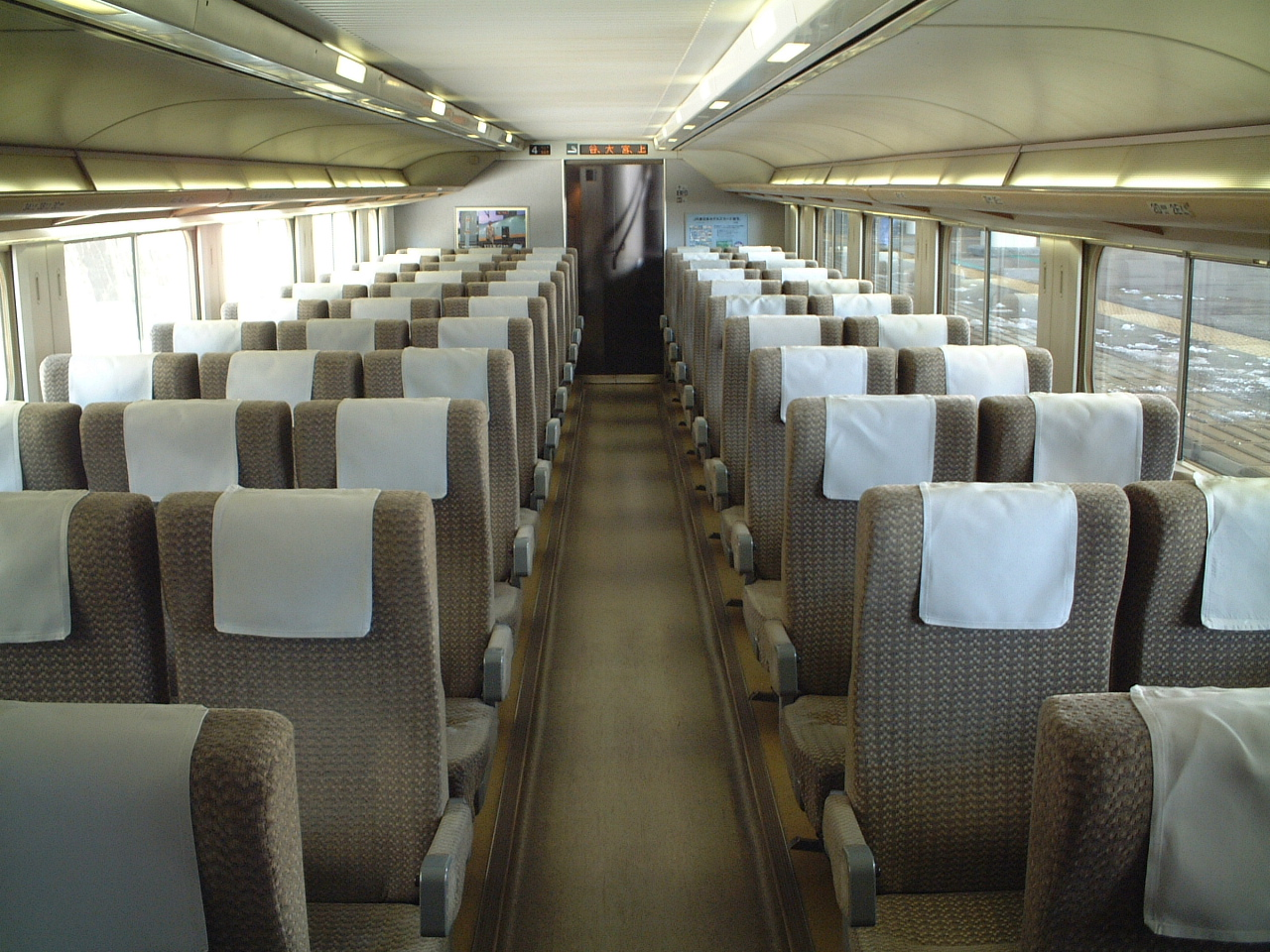
2.-Klasse-Unterdeck ohne Reservierung